# Ruda (powiat piaseczyński)
Ruda – wieś sołecka w Polsce położona w województwie mazowieckim, w powiecie piaseczyńskim, w gminie Tarczyn.
Wieś duchowna położona była w drugiej połowie XVI wieku w powiecie tarczyńskim ziemi warszawskiej województwa mazowieckiego. W latach 1975–1998 miejscowość należała administracyjnie do województwa warszawskiego.
We wsi znajduje się stacja kolejowa Tarczyn Wąskotorowy na linii Kolei Grójeckiej, która od 1914 do 1991 roku obsługiwała rozkładowy ruch pasażerski, zaś od 2002 roku obsługuje ruch turystyczny.